# Mathare United FC
El Mathare United Football Club és un club de futbol kenyà de la ciutat de Nairobi.

## Palmarès
- Campionat de Kenya de Futbol:[1]

2008
- Copa del President de Kenya:[2]

1998, 2000